# Colonya, Caixa Pollença
Colonya, Caixa Pollença (nombre comercial de Colonya, Caixa d'Estalvis de Pollença) es una caja de ahorros española con sede en la localidad de Pollensa, Islas Baleares. Es, junto a Caixa Ontinyent, una de las dos cajas de ahorros españolas que existen en la actualidad ya que no se vio afectada por la reestructuración del sector ocurrida tras la crisis financiera de 2008. Es miembro de la Federación Europea de bancos éticos y alternativos (FEBEA) (en inglés European Federation of Ethical and Alternative Banks and financiers).

## Historia
Fue fundada el 20 de enero de 1880 por Guillem Cifre de Colonya en Pollensa (Mallorca, Islas Baleares). Abogado y pedagogo, desarrolló numerosos proyectos destinados a modernizar su pueblo, Pollensa, tanto desde un punto de vista social como cultural. Creó el Instituto de Educación Libre, que proponía los valores más modernos en su época, como lo enseñanza mixta y la laicidad. Es por este espíritu de apertura, y para luchar contra las prácticas de usura por lo que la Caixa Pollença fue abierta.
Mantuvo una única oficina en Pollensa pueblo hasta 1960, en que abrió una segunda en el Puerto de Pollensa. En 1974 abrió en Alcudia; en los años 80, en Palma y desde 2000, también en Menorca e Ibiza.

## Red de oficinas
A 31 de diciembre de 2023, Caixa Pollença contaba con 24 oficinas (todas en las Islas Baleares) así como con 122 empleados.

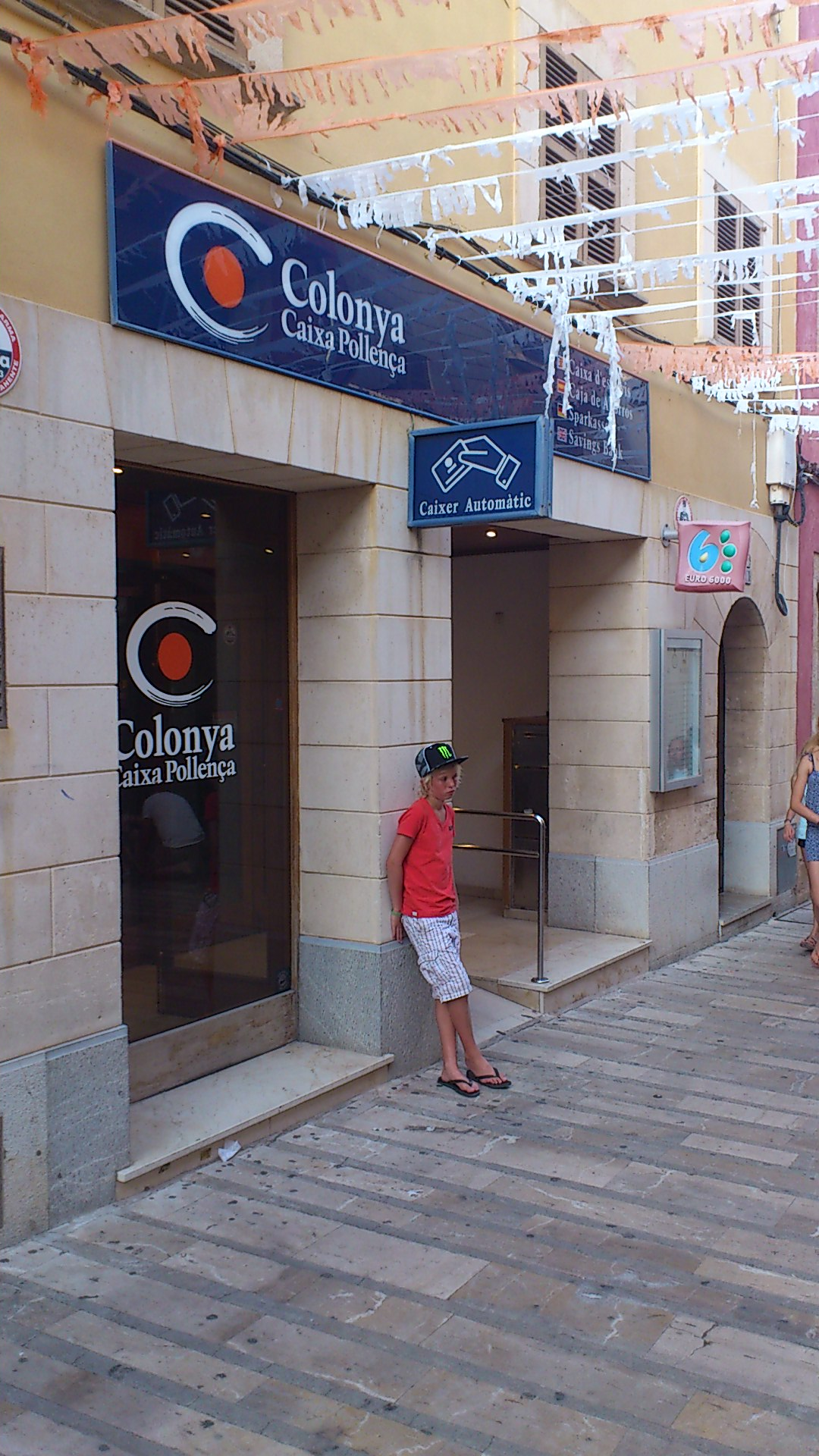
Sucursal en Alcudia

Fuera de estas sucursales se puede operar en los cajeros pertenecientes a Servired en toda España y países pertenecientes a la eurozona.

## Obra social y cultural
Continúa promoviendo el desarrollo social y cultural de la región con sus actividades financieras y su «Fundación Guillem Cifre de Colonya», que realiza su obra social.
Dentro del área social-asistencial, colabora con colectivos desfavorecidos, como personas con riesgo de exclusión, enfermos, personas con discapacidades o con la atención a la tercera edad. Entre las entidades beneficiarias destacan: Proyecto Hombre de las Baleares, Medicus Mundi Baleares, Prodis, Coordinadora de Discapacitados de Menorca, Banco de Alimentos de las Islas Baleares, Can Gazà, Instituto contra la Exclusión Social o con el proyecto de Neurocièncias que realiza la Fundación de Investigación Sanitaria de las Islas Baleares.
En el ámbito cultural, destaca la organización desde 1982 del premio de literatura infantil y juvenil en catalán Guillem Cifre de Colonya. Los trabajos premiados se publican, y sus autores participan en encuentros con niños de Pollensa y Alcudia. También colabora con el Festival de Música de Pollensa.
Patrocina deporte de base y escolar, como complemento para la formación integral, en disciplinas como fútbol, baloncesto o rugby. También colabora con el Club Ciclista Pollensa.